# 2004년 토론토 국제 영화제
제29회 토론토 국제 영화제는 2004년 9월 9일에 열린 시상식이다.

## 수상 및 후보

### 관객상
- 호텔 르완다 - 테리 조지 수상

### City TV상
- 하얀 살갗 - 다니엘 로비 수상

### 토론토시티상
- 이츠 올 곤 피트 통 - 마이클 도즈 수상

### 캐나다 단편영화상
- MAN FEEL PAIN - Dylan Akio Smith 수상

### 디스커버리상
- OMAGH - Pete Travis 수상

### FIPRESCI-상
- 아버지의 밀실 - 브래드 맥건 수상